# Polycentropus cressae
Polycentropus cressae is een schietmot uit de familie Polycentropodidae. De soort komt voor in het Neotropisch gebied.